# Brandon Holt
Brandon Holt (født 6. april 1998 i Rolling Hills, Californien, USA) er en professionel tennisspiller fra USA.